# Chromis alpha
Chromis alpha är en fiskart som beskrevs av Randall, 1988. Chromis alpha ingår i släktet Chromis och familjen Pomacentridae. IUCN kategoriserar arten globalt som livskraftig. Inga underarter finns listade i Catalogue of Life.